# Ландскнехт

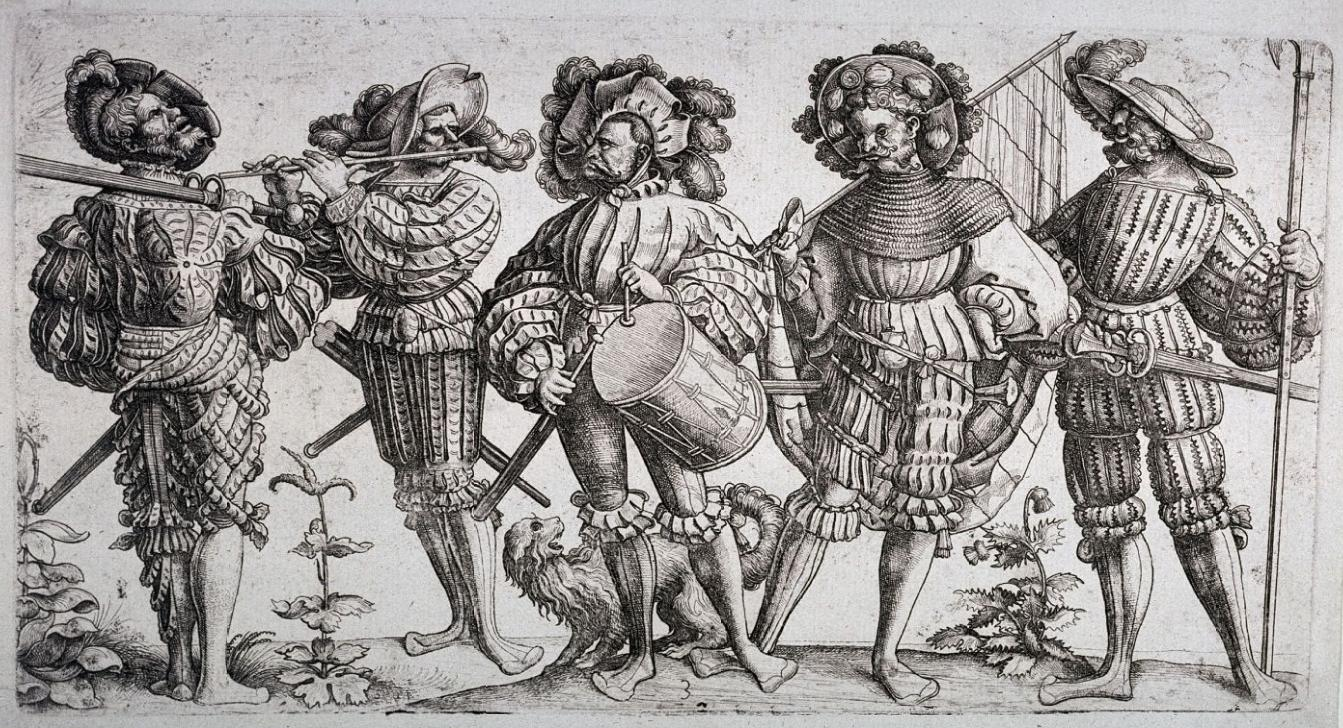
«Пять ландскнехтов». Гравюра Даниэля Хопфера (1530)

Ландскне́хт (нем. Landsknecht — дословно «слуга страны») — немецкий наёмный солдат-пехотинец эпохи Средневековья и Возрождения, являвшийся на службу с собственным оружием.

## Происхождение

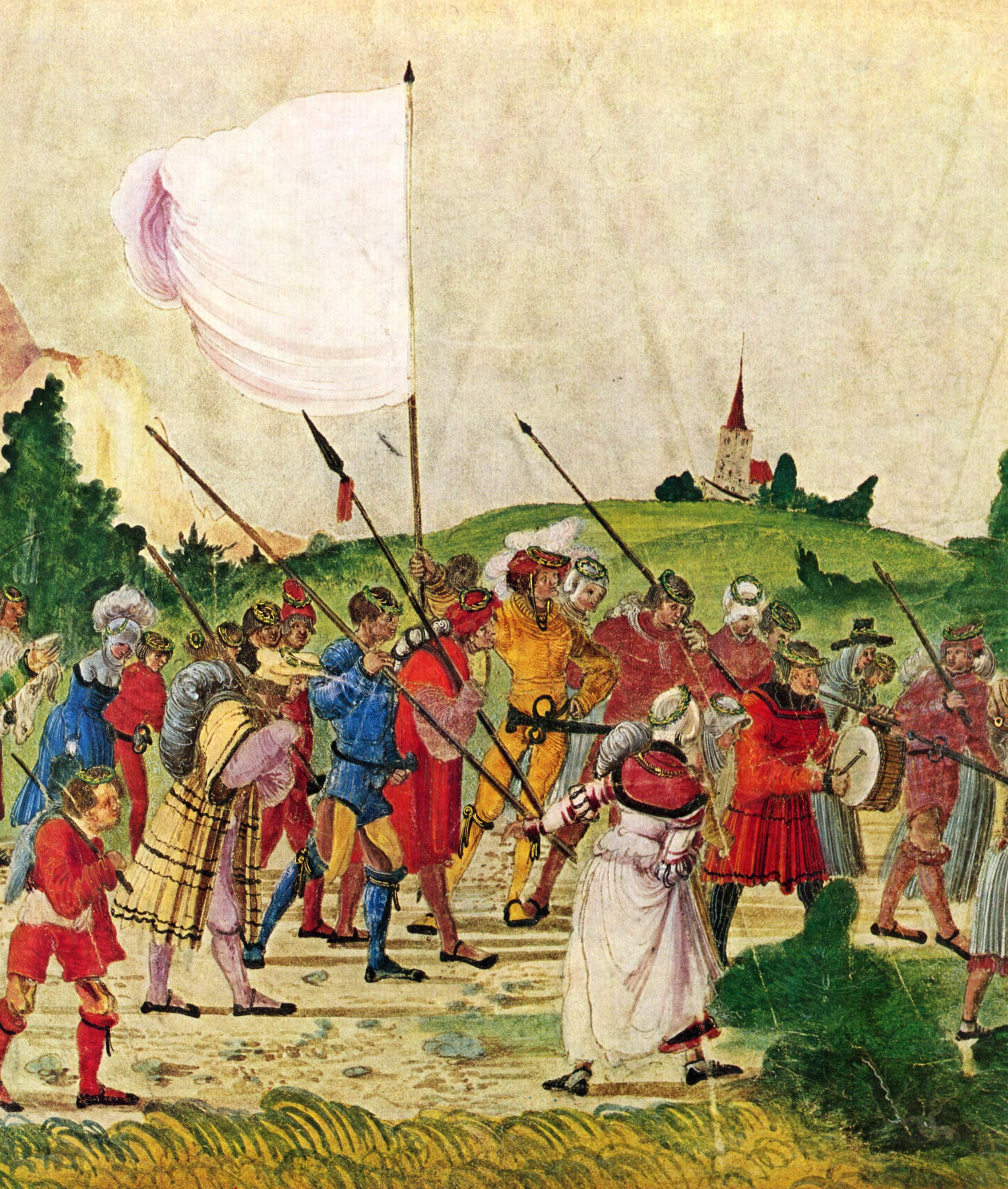
Ландскнехты на марше. Худ. Альбрехт Альтдорфер, 1513 г.

Немецкий военный историк Ханс Дельбрюк писал, что само слово Landknecht впервые встречается в 1417 году в «Хронике земли Прусской» Иоганна фон Посилге, где сообщается, что прусский замок был сдан польскому королю «несколькими ландскнехтами». Однако, по мнению Дельбрюка, обозначало оно тогда судебного пристава, рассыльного или полицейского, а также конного или пешего жандарма, выполнявшего также военные функции.
Первые же отряды ландскнехтов в современном понимании этого слова были набраны между 1482 и 1486 годами императором Священной Римской империи Максимилианом I Габсбургом, получившим прозвище «Отца ландскнехтов» (нем. Vater der Landsknechte). По утверждению австрийского историка-оружиеведа XIX века Венделина Бёхайма, первоначально они формировались из свободных жителей Швабии, Альгоя, Тироля и, по мнению Дельбрюка, состояли также из уроженцев Нидерландов и Швейцарии.
Французский историк-медиевист Филипп Контамин увязывает появление ландскнехтов с молодёжными братствами или вольницами Верхней Германии, воинскими союзами молодых (knabenschaften) или бандами «слуг» (knechte), которые в мирное время занимались разбоем, а временами нанимались на военную службу к богатым городам или крупным феодалам.
Первое достоверное упоминание ландскнехтов как профессиональных пехотинцев-наёмников встречается в протоколе заседания швейцарского тагзатцунга в Цюрихе 1 октября 1486 года. Известный военный писатель и мемуарист второй половины XV века Филипп де Коммин переводит слово «ландскнехт» на французский язык словами compagnons du pays («дружинники страны»).

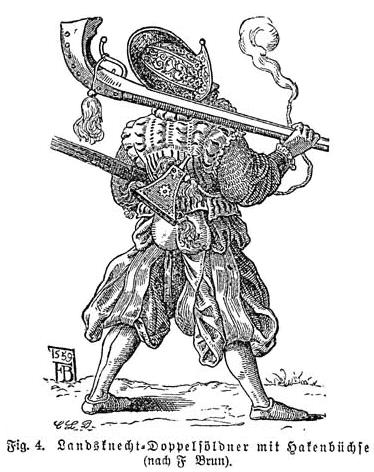
Ландскнехт в плюдерхозе с аркебузой. Гравюра Франца Брюна из сюиты «Солдаты», 1559 г.

Ландскнехты нанимались в основном из представителей низшего сословия (бедноты) в противовес рыцарям-дворянам, хотя последние нередко занимали в формированиях ландскнехтов должности высших офицеров. Кроме того, ландскнехты были своеобразным «немецким ответом» швейцарской пехоте, долгое время считавшейся непревзойдённой в сражениях на открытом поле. Ландскнехты испытывали неприязнь к швейцарцам, вследствие чего и те, и другие, сражаясь друг с другом, чаще всего не брали пленных. По этой причине военные операции с их участием назывались дурной войной. Лишь в 1490 году императору Максимилиану удалось объединить швейцарцев и ландскнехтов под одними знамёнами для похода в Венгрию, однако и после этого вражда между первыми и вторыми нередко приводила к кровавым жестокостям, как, например, во время Швабской войны (1499) и Итальянских войн (1494—1559).
Считалось, что ландскнехт зарабатывал в месяц больше, чем крестьянин за целый год. Отборные, рослые и опытные ландскнехты, сражавшиеся в первых рядах за двойное жалование, назывались доппельзольднерами (нем. Doppelsöldner). Оружием последним служили, как правило, двуручные мечи-цвайхендеры, реже ударное оружие (моргенштерн, люцернский молот), а главными их задачами являлись защита командиров и охрана знамени. 
Войска наёмников — ландскнехтов и рейтар, получившие распространение в Европе с конца XV века до начала XVIII века явились переходным звеном от рыцарской конницы средневековья к регулярным армиям нового времени, комплектовавшимся рекрутами.

## Организация

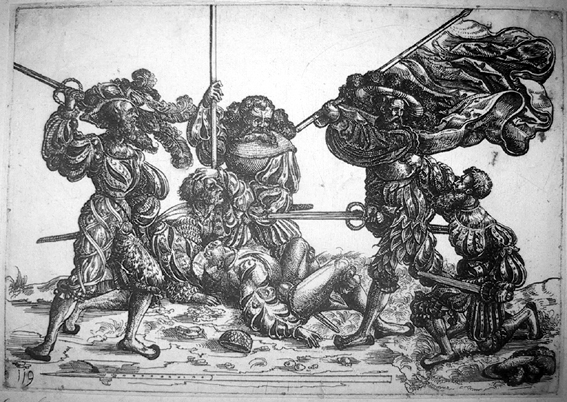
Знаменосец сражается с 5 ландскнехтами.Рис. Даниэля Хопфера

Отряд ландскнехтов назывался обычно компанией, что во многих европейских языках означает также «рота» (англ. company; фр. compagnie; итал. compagnia; исп. compañía; нем. Kompanie). Численность этих компаний, в отличие от современных рот, могла достигать нескольких сотен, а то и тысяч человек.

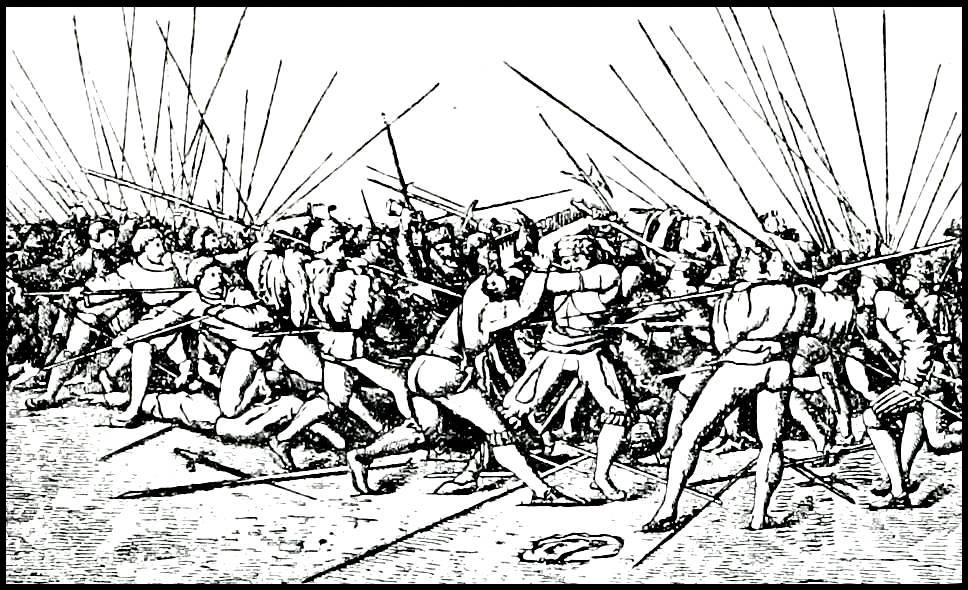
Ландскнехты XVI в. в бою. Рис. Амброзиуса Гольбейна

Во главе компании стоял капитан, который был старшим военачальником, а также казначеем компании, в задачу которого входило найти нанимателя, заключить с ним выгодный договор и распределять оплату между членами компании в соответствии с их должностью и заслугами. Капитан устанавливал устав компании — свод дисциплинарных правил, определявший обязанности и ответственность членов компании; он же был высшим судьёй, выносившим приговор за нарушения этих норм.
В отличие от испанской пехоты, ландскнехты придерживались, подобно швейцарцам, системы построения войск в три эшелона: авангард, главные силы и арьергард. Тактической единицей являлся «значок», состоявший из 400-600 солдат, нанятых одним капитаном, 10-16 таких «значков», в каждом из которых было до 50 аркебузиров, составляли полк, который, однако, был не тактической, а административной единицей. 
Дисциплина в компании поддерживалась суровыми мерами — телесными наказаниями (за нарушение субординации), а в случае тяжких преступлений (бегство с поля боя) и смертной казнью. Наказания назначались капитаном и исполнялись обычно перед общим строем — они служили средством воспитания не только (а при казни, не столько) наказуемого, но и всей компании. В качестве исполнителей их выступали специальные военные палачи — профосы. Грабёж мирных жителей или военнопленных не считался большим грехом, а иногда взятый штурмом город отдавался на несколько дней «на разграбление» компании, в качестве поощрения.

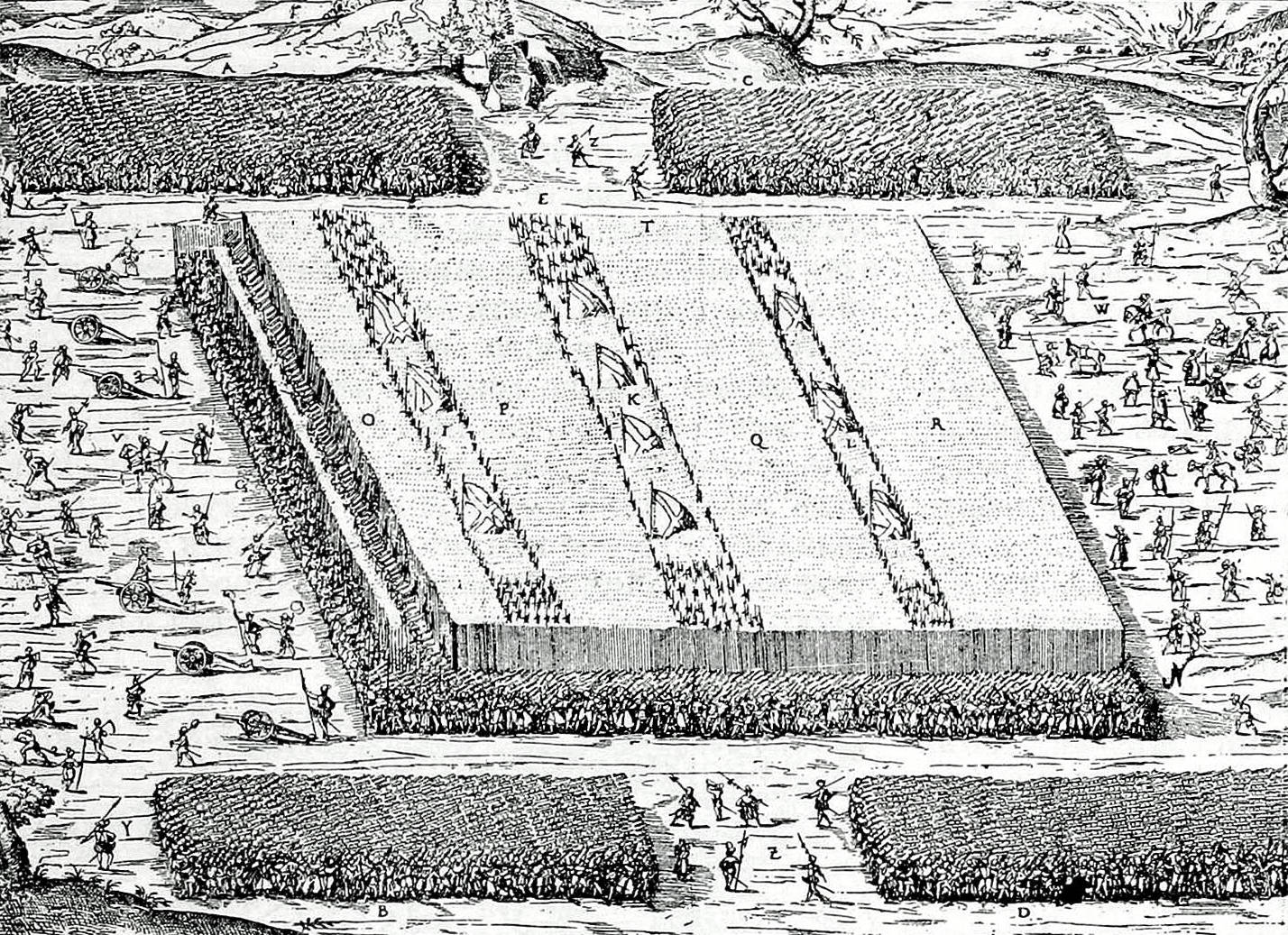
Боевой строй полка ландскнехтов.
A — верхнее переднее крыло; B — нижнее переднее крыло; C — верхее заднее крыло; D — нижнее заднее крыло; E — три верхних ряда аркебузиров; F — 3 нижних ряда аркебузиров; G — передние аркебузиры впереди первой шеренги; H — задние аркебузиры позади задней шеренги; I — передние 3 значка с коротким оружием; K — 5 значков, внутрь введенных; L — задние 3 значка; M — 1 ряд вооруженных мечами и алебардами за 3 рядами пикинёров; N — начальник задних нижних стрелков; O — пикинёры первых трех значков; P — пикинёры средних пяти значков; Q — пикинёры впереди трех задних значков; R — задние пикинёры; S — нижние пикинёры; T — верхние пикинёры; V — полковник, едущий впереди колонны; W — помощник его, держащийся позади; X — начальник переднего верхнего крыла; Y — начальник переднего нижнего крыла; Z — начальник заднего нижнего крыла.

Иногда капитан назначал себе одного или нескольких помощников — лейтенантов (от фр. lieu tenant «заместитель»). В зависимости от численности компании она могла дробиться на более мелкие подразделения, возглавлявшиеся командирами низших рангов — сержантами, капралами, фельдфебелями. Предводителей компаний называли также кондотьерами (от итал. condotta «договор о найме»). В качестве кондотьеров нередко выступали представители высшей дворянской аристократии.
В качестве нанимателей компаний ландскнехтов выступали монархи, крупные феодалы, вольные города.

## Тактика
Перед сражением, сойдясь с противником на расстояние 100-200 шагов, ландскнехты традиционно становились на колени, целуя землю или подбирая и пробуя её горсть, произносили молитвы, после чего медленно наступали на врага сомкнутой колонной, продавливая его строй пиками или альшписами. При этом нередко учитывалось направление ветра и солнечных лучей, а боевой дух солдат поддерживался громом барабанов. Боевой порядок наступавших мог иметь различную форму: четырёхугольную, трёхугольную или клиновидную. Иногда из рядов ландскнехтов выделялись отряды зачинщиков под названием «пропащих ребят», а капитаны их вызывали неприятельских командиров на единоборство, однако обычай этот к концу XV века исчез. Пока в пылу сражения задние шеренги напирали на передние, отдельным доппельзольднерам удавалось незаметно пролезть под рядами пик поближе к противнику, пробивая бреши в его рядах мечами или алебардами. Тем временем на флангах наступала конница и вступали в перестрелку аркебузиры, арбалетчики и лучники.
Приёмы владения длинной пикой, не говоря уже о мечах, алебардах, арбалетах с луками и огнестрельном оружии, вырабатывались во ходе длительного обучения и упорных тренировок, в ходе которых солдаты осваивали также навыки построения в походные порядки и боевые колонны.

## Снабжение

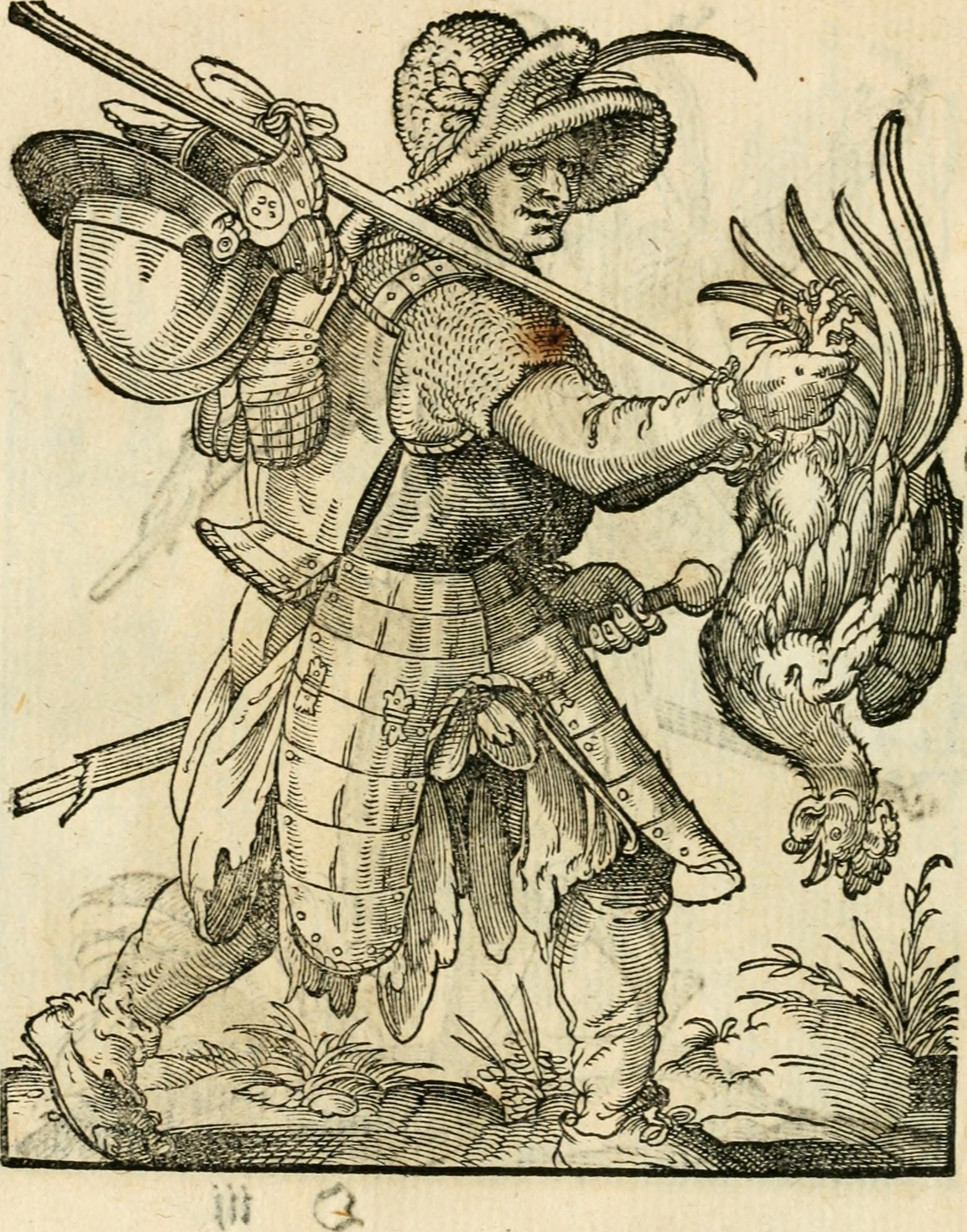
Ландскнехт с добычей. Ксилография Йоста Аммана из «Книги по искусству» (1599)

Продовольственное и хозяйственное обеспечение ландскнехтской компании осуществлялось, как правило, маркитантами — торговцами, специализировавшимися на продаже всевозможных товаров наёмникам. Ландскнехты хорошо зарабатывали и не делали сбережений, поэтому эта торговля была очень выгодной, и недостатка в маркитантах не было. В походе за компанией следовал большой обоз, в котором находились маркитанты с товарами, ремесленники, обслуживающие ландскнехтов (оружейники, портные, сапожники, цирюльники и тому подобные), передвижные бордели, повозки с личным имуществом ландскнехтов и даже с их семьями. Все они находились под началом особого лица — румормейстера (офицера).

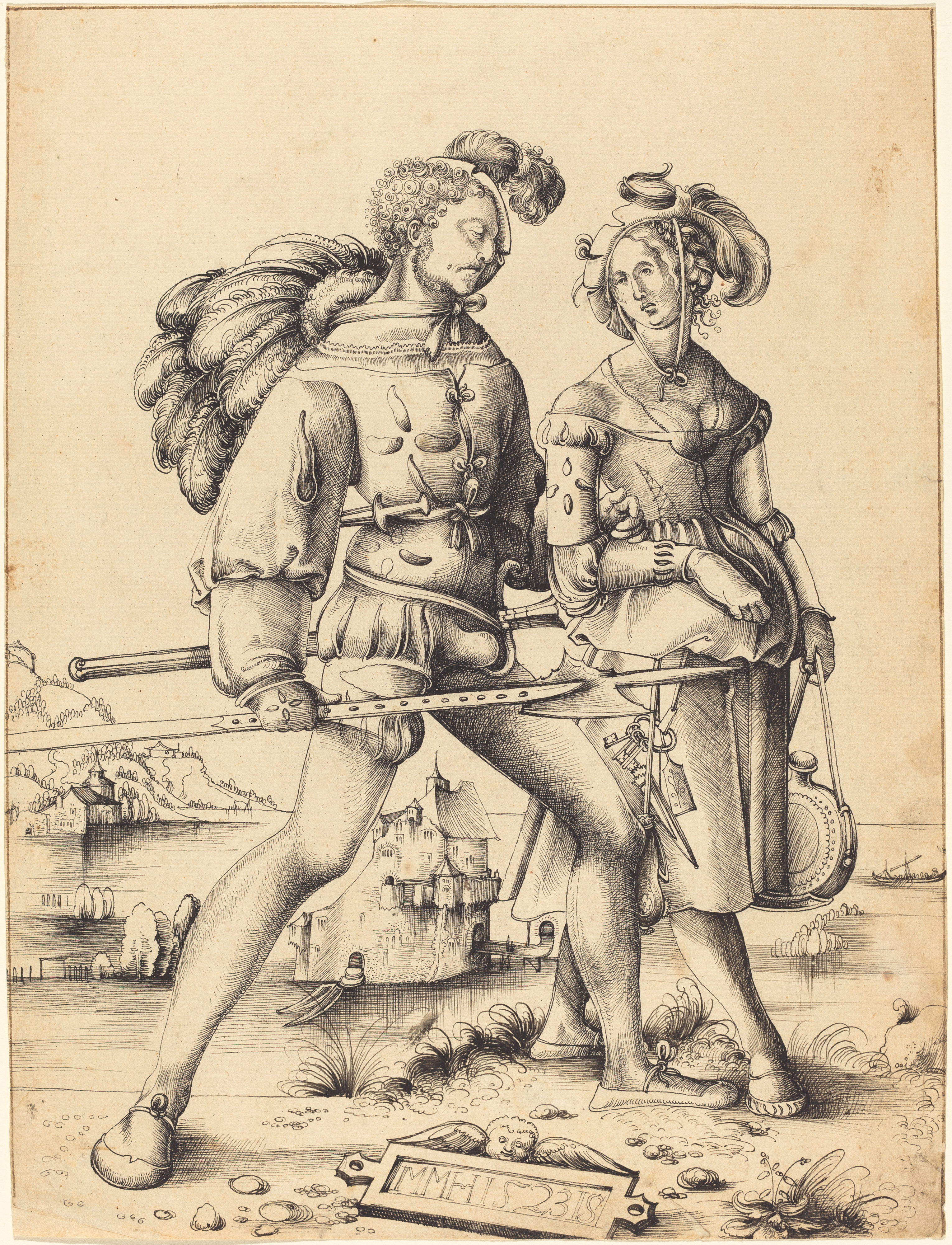
Ландскнехт с боевой подругой. Ксилография Урса Графа (1523). Национальная галерея искусства, Вашингтон

Вместе с тем, подобно любым наёмникам, а нередко и обычным войскам, в условиях войны ландскнехты не чуждались грабежа и разбоя. Мародёрство было частично обусловлено отсутствием в армиях той эпохи системы снабжения, появившейся в зачаточном виде лишь в период Тридцатилетней войны. До тех пор единственным способом обеспечить армию продовольствием являлось его насильственное изъятие у населения.

Насколько ландскнехты подтверждали правило, что война кормит войну, было указано ещё до начала этой войны её современником, и не поэтом, а просто осведомленным офицером Адамом Юндхауз фон Ольницем в его «Военном регламенте на море и на суше». Там имеется следующее место: «Совершенно верно, каждый воин должен есть и пить, независимо от того, кто будет за это платить — пономарь или поп; у ландскнехта нет ни дома, ни двора, ни коров, ни телят, и никто не приносит ему обеда. Поэтому он принужден доставать, где возможно, и покупать без денег, не считаясь с тем, нравится это крестьянину или нет. Временами ландскнехты должны терпеть голод и черные дни, временами же у них избыток во всем, так что они вином и пивом чистят башмаки. Их собаки едят тогда жареное, женщины и дети получают хорошие должности: они становятся домоправителями и кладовщиками чужого добра. Там, где изгнаны из дома хозяин, его жена и дети, там наступают плохие времена для кур, гусей, жирных коров, быков, свиней и овец. Тогда деньги делят шапками, меряют пиками бархат, шелк и полотно; убивают коров, чтобы содрать с них шкуру; разбивают все ящики и сундуки, и когда все разграблено — поджигают дом. Истинная забава для ландскнехтов, когда 50 деревень и местечек пылают в огне; насладившись этим зрелищем, они идут на новые квартиры и начинают то же самое. Так веселятся военные люди, такова эта хорошая, желанная жизнь, но только не для тех, которые должны ее оплачивать. Это привлекает многих к походной жизни, и они уже не возвращаются к себе домой. Пословица говорит: для работы у ландскнехтов кривые пальцы и бессильные руки, но для грабежа и разбоя все параличные руки становятся сразу здоровыми. Так было до нас, так будет и после нас. Ландскнехты изучают это ремесло чем дальше, тем лучше, и становятся так же заботливы, как три женщины, которые заказывают для себя четыре колыбели, лишнюю колыбель — на тот случай, если у одной из них родится двойня».
Несмотря на все издержки, наёмные войска ландскнехтов в период разложения феодального общества оказались более эффективными, чем ударная сила феодальных войск — рыцарская конница, и в течение XVI в. полностью вытеснили последнюю по следующим причинам.
- С распространением огнестрельного оружия, которое было относительно недорогим и простым в освоении, гораздо эффективнее было использовать терцию, нежели немногочисленных рыцарей. Вместе с тем, использовать замок в качестве места жительства феодала стало небезопасным. «Пушка убила феодализм» — поговорка, приписываемая Наполеону Бонапарту.
- Рыцарская конница состояла, в основном, из представителей «благородного» сословия, относительно малочисленного, поэтому войска ландскнехтов, набиравшиеся из всех сословий, превосходили формирования рыцарей в численности — хватило бы денег у нанимателя.
- Рыцари — элита феодального общества — имели свои политические амбиции. Они — непременные участники заговоров и дворцовых переворотов, и нередко они изменяли своему сюзерену в пользу претендента на престол, в то время как ландскнехты служили только за деньги и, как правило (при условии щедрой и регулярной платы), не имели мотивов для участия в политических интригах, а потому пользовались бо́льшим доверием со стороны монархов.

## Одежда

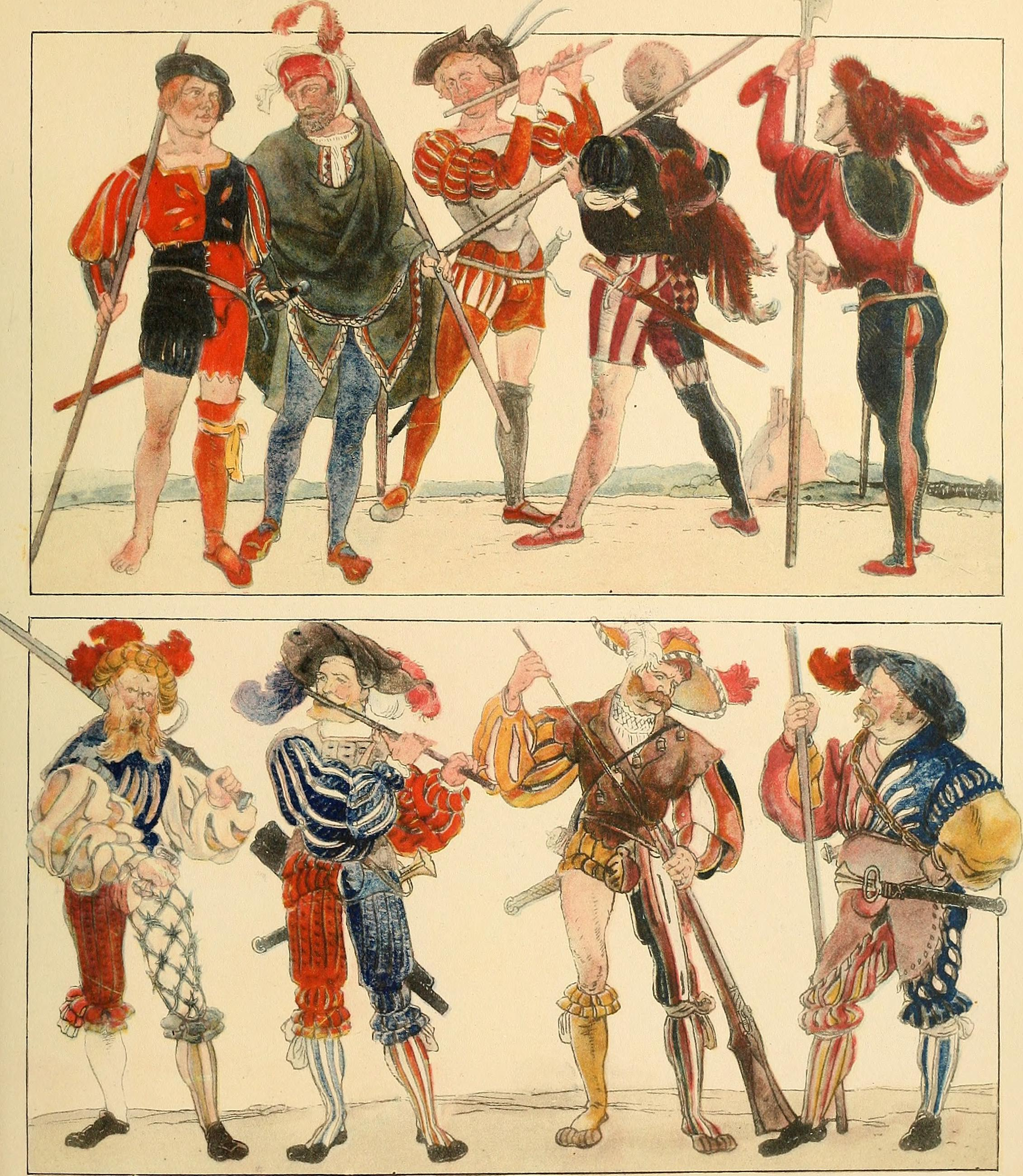
Одеяния ландскнехтов из «Истории костюма» Адольфа Розенберга (1905)

Костюм с широкими рукавами и штанами, огромные шляпы с перьями — одежда ландскнехтов была самая украшенная и вызывающая в период Ренессанса. Император Максимилиан I даровал ландскнехтам свободу от законов, регулирующих стиль и внешний вид одежды, которым подчинялись другие подданные: «Их жизнь настолько коротка и безрадостна, что великолепная одежда — одно из их немногих удовольствий. Я не собираюсь отбирать его у них.» Их одеяния славились своим декорированием в стиле «буфы и разрезы», возникшим в результате прорезания верхней одежды и набивкой нижних слоёв через эти разрезы.

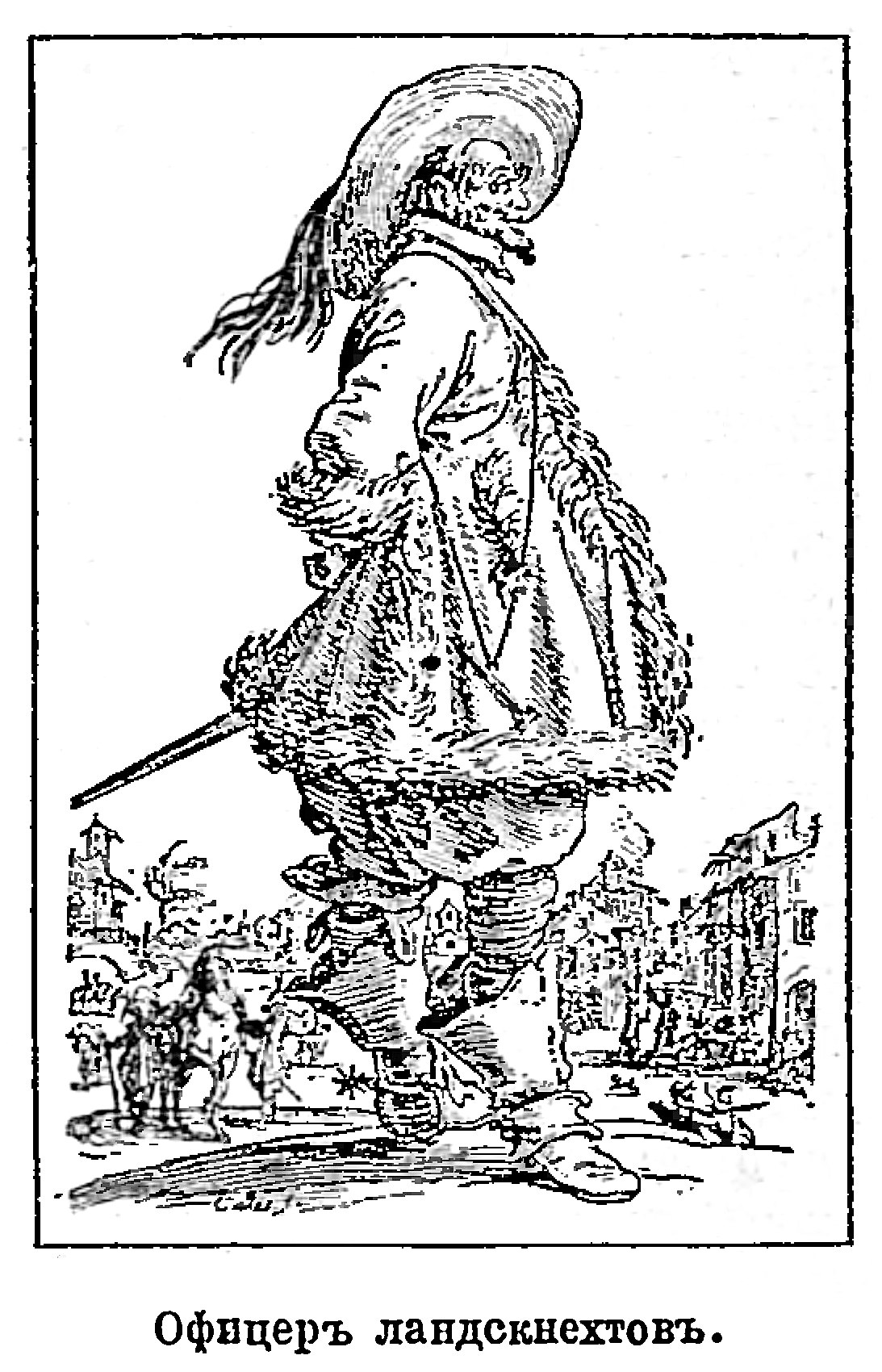
рисунок из «ВЭС»

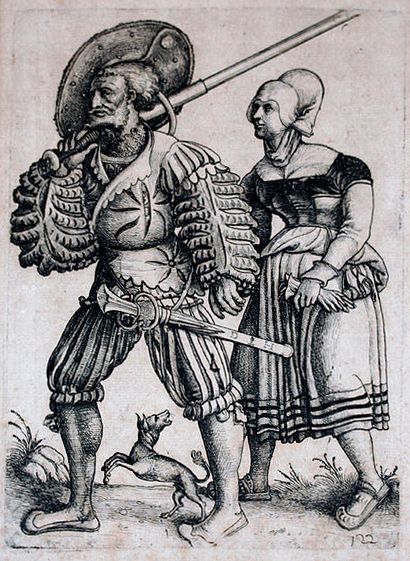
Ландскнехт со своей женой. Офорт Даниэля Хопфера (около 1530 г.)

Стиль «буфы-и-разрезы» в одежде был усвоен также и другими народами, став обычным типом украшений в некоторых частях Европы. Часть английской знати была очарована «буфами и разрезами». Генрих VIII стал одеваться в этом стиле после того, как увидел одежду нанятых им ландскнехтов; фактически знаменитый портрет Генриха VIII Ганса Гольбейна изображает его в камзоле, декорированном буфами и разрезами. Другие портреты Генриха изображают его носящим нечто выглядевшее как юбка до колен; он перенял этот стиль от германских военных юбок, носимых некоторыми ландскнехтами. Дети Генриха, Эдуард VI и Елизавета I также одевались в этом стиле.
Поскольку в сражениях часто с обеих сторон конфликта выступали наёмники, выглядевшие совершенно одинаково, чтобы отличать «своих» от «чужих» в рукопашной схватке ландскнехты, принадлежавшие к одной компании, носили широкие ленты материи одинакового цвета на шляпе, на поясе, в виде повязки на плече, или перевязи через плечо. Это дало повод называть отдельную компанию ландскнехтов — ба́нда соответствующего цвета (от нем. das Band «лента»). А благодаря поведению ландскнехтов в отношении мирного населения слово «банда» в общеевропейской практике приобрело новое значение — устойчивая вооружённая преступная группировка. Впрочем, термин bandum (с лат. — «знамя») для обозначения воинского подразделения использовался ещё в византийской армии, что дает основания сомневаться в обоснованности привязки данного термина именно к ландскнехтам.
Также в костюме ландскнехта запоминается огромный, отражающий модные тенденции своего времени, гульфик, который некоторые набивали ватой для размера и для смягчения удара. Также в гульфик спокойно влезал кошелёк, а у ландскнехтов на двойном жаловании были гульфики как элемент доспеха. Внешний вид воинов (в несколько утрированной форме) отображен на картинах Урса Графа.

## Вооружение и доспех

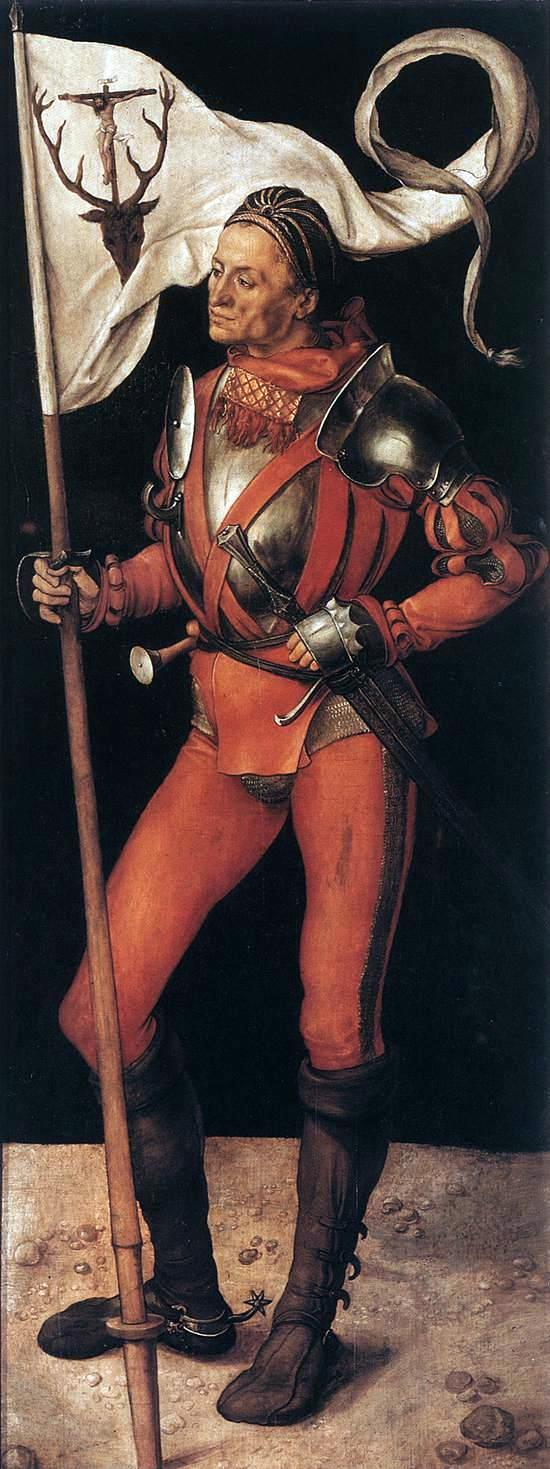
Альбрехт Дюрер. Святой Евстахий в одежде ландскнехта-знаменосца. Деталь росписи Алтаря Паумгартнеров, 1503 г. Старая пинакотека, Мюнхен

Ландскнехты могли быть вооружены следующими видами и типами оружия:
- Клинковое оружие
  - Цвайхендер (двуручный меч)
  - Фламберг (двуручный или полуторный меч с клинком волнистой формы)
  - Кошкодёр (или Кацбальгер, его величина колебалась от 35 до 120 см, хотя стандартный вариант имел величину около 70 см. Использовался в качестве дополнительного оружия к пике/цвайхандеру/фламбергу/аркебузе и т. п. Он менял роль: от ножа до полуторного меча, но в основном его можно классифицировать как короткий меч для ближнего боя)
  - Гросс-мессер (двуручная сабля)
- Древковое оружие
  - Пика
  - Рунка
  - Альшпис
  - Протазан
  - Эспонтон
  - Алебарда
  - Россшиндер
- Ударное оружие
  - Моргенштерн
  - Люцернский молот
- Метательное оружие
  - Длинный лук
  - Арбалет
- Огнестрельное оружие
  - Аркебуза
  - Колесцовый пистолет (только у высших офицеров)

Характерным доспехом ландскнехтов являлись латы 3/4 (особый тип неполной латной защиты) известные также как «Ландскнехтский доспех».
Двуручный обоюдоострый меч (цвайхендер) имели на вооружении так называемые «доппельзольднеры» — ландскнехты, получавшие двойное жалование за тот риск, которому они подвергали свои жизни: идя в первых рядах, они должны были отталкивать и перерубать пики и копья противника и освобождать проход для остального войска. С помощью подобного меча доппельзольднеры также обеспечивали безопасность знатных лиц на поле боя.